# Agnes Maxwell, 4. Lady Herries of Terregles
Agnes Maxwell, 4. Lady Herries of Terregles (geborene Herries, * um 1534; † 14. März 1594), war eine schottische Adlige.
Sie war die älteste Tochter des William Herries, 3. Lord Herries of Terregles, aus dessen Ehe mit Catherine Kennedy.
Sie war noch minderjährig, als sie beim Tod ihres Vaters 1543 dessen Adelstitel als 4. Lady Herries of Terregles und den Anspruch auf dessen Ländereien erbte.
Spätestens am 18. März 1548 hatte sie Hon. Sir John Maxwell (um 1512–1583), den zweiten Sohn des Robert Maxwell, 4. Lord Maxwell, geheiratet. Ihr Gatte nahm aus ihrem Recht ab 1567 als Lord Herries of Terregles an den Sitzungen des schottischen Parlaments teil. Mit ihm hatte sie fünf Söhne und sieben Töchter:
- William Maxwell, 5. Lord Herries of Terregles († 1604), ⚭ 1592 Catherine Ker;
- Hon. Sir Robert Maxwell of Spottes († 1615), ⚭ (1) Elizabeth Maclellan, ⚭ (2) Sara Johnstone;
- Hon. Edward Maxwell († 1598), Komtur von Dundrennan, ⚭ vor 1597 Margaret Baillie;
- Hon. James Maxwell († 1577);
- Hon. John Maxwell of Newlaw († 1587), Parlamentsabgeordneter, Provost von Dundee;
- Hon. Elizabeth Maxwell († 1620), ⚭ (1) Sir John Gordon of Lochinvar, ⚭ (2) Sir Alexander Fraser of Philorth;
- Hon. Margaret Maxwell († 1617), ⚭ vor 1592 Mark Kerr, 1. Earl of Lothian;
- Hon. Agnes Maxwell († nach 1612), ⚭ 1581 Sir John Charteris of Amisfield;
- Hon. Mary Maxwell († 1592), ⚭ 1576 William Hay, 6. Lord Hay of Yester;
- Hon. Sarah Maxwell (um 1576–1636), ⚭ (1) Sir James Johnstone of that Ilk, ⚭ (2) 1611 John Fleming, 1. Earl of Wigtown, ⚭ (3) 1625 Hugh Montgomery, 1. Viscount Montgomery;
- Hon. Grisel Maxwell, ⚭ 1584 Sir Thomas Maclellan of Bombie;
- Hon. Nicola Maxwell, ⚭ 1593 Sir William Grierson of Larg.